# 2225 Serkowski
2225 Serkowski је астероид главног астероидног појаса чија средња удаљеност од Сунца износи 2,851 астрономских јединица (АЈ).
Апсолутна магнитуда астероида је 12,1.